# Billabong Pipeline Masters

Billabong Pro Pipeline (antigamente chamado de Billabong Pipe Masters) é um importante campeonato de surfe realizado anualmente na praia de Pipeline, na costa norte da ilha de Oahu, Havaí. Atualmente é a primeira etapa do circuito mundial profissional de surf. Até o início da pandemia em 2020 era o evento que encerrava o evento e ganhava a Tríplice Coroa Havaiana.